# Wilhelm Schloz
Wilhelm Schloz (* 25. April 1894 in Deizisau, Landkreis Esslingen; † 8. Februar 1972 in Stuttgart-Weilimdorf) war ein deutscher Schriftsteller, Maler, Grafiker und Buch-Illustrator.

## Leben
Schloz ist in Deizisau geboren und aufgewachsen. Er besuchte die höhere Schule in Esslingen am Neckar (das heutige Georgii-Gymnasium) und studierte anschließend Germanistik und Kunstgeschichte. Am Ersten Weltkrieg nahm er als Freiwilliger an der Westfront teil und erlitt eine schwere Verwundung, durch die er seinen rechten Arm verlor. Nach dem Ersten Weltkrieg arbeitete er zunächst als Zeichenlehrer und wurde dann Berufsschullehrer. 1924 war er einer der Mitbegründer der Württembergischen Bauernvolkshochschule. Schloz lebte in Stuttgart-Weilimdorf. Neben seiner Lehrtätigkeit schrieb er zahlreiche Erzählungen, Kurzgeschichten, Gedichte und Schauspiele. Einige davon sind in der schwäbischen Mundart seines Heimatortes Deizisau verfasst, der auch in mehreren seiner Gedichte wie Ein Dorf und D´Rotfeld-Lende vorkommt. Auch als Maler und Grafiker stellte er oft Motive aus Deizisau dar. Das Reallexikon der deutschen Literaturgeschichte schreibt zur literarischen Bedeutung seiner Dichtung:
„Diese Mundartlyrik kann nach Ausdruck, Formenreichtum und Gehalt der hochsprachigen Kunstlyrik ebenbürtig zur Seite gestellt werden. August Lämmle und Wilhelm Schloz ist es gelungen, die schwäbische Mundart in ganz besonderem Maße zu adeln.“
Schloz war bereits im Jahr 1923 und wieder ab 1933 Mitglied der NSDAP (Mitgliedsnummer 3.222.086). In den 1920er-Jahren war er Mitglied völkisch geprägter Organisationen wie des Jugendbundes der Adler und Falken und des Siedlungsbundes der Artamanen. In der Zeit des Dritten Reichs wurde er ein Führungsmitglied der Deutschen Glaubensbewegung, die das Christentum ablehnte und durch einen „arisch-nordischen“ Glauben ersetzen wollte. Auch verfasste er zahlreiche Schriften zur Ideologie dieser Glaubensbewegung. Schloz zählte zum 1938 gegründeten nationalsozialistischen Schwäbischen Dichterkreis.
Nach dem Ende des Zweiten Weltkriegs war Schloz fast ein Jahr interniert. Im Spruchkammerverfahren wurde er zunächst als Belasteter eingestuft und zu Strafzahlungen verurteilt, die jedoch nach mehreren Einsprüchen stark abgesenkt wurden. Außerdem wurde er nun nur noch als "Mitläufer" eingestuft.
Sein Sohn Wilhelm wurde als Bergsteiger bekannt.

## Werke als Schriftsteller (in Auswahl)
- Christ oder Deutscher? Eine völkische Frage (= Schriften zur Deutschen Glaubensbewegung 2). Bündischer Verlag, Heidelberg 1934
- Funken aus Muspelheim. Gespräche mit Dingen. Gutbrod-Verlag, Stuttgart 1936
- Spätsommer. Eine Novelle in Briefen. Georg-Truckenmüller-Verlag, Stuttgart und Berlin 1938
- Regina Holderbusch. Drei Erzählungen. Georg-Truckenmüller-Verlag, Stuttgart und Berlin 1940
- Um das Germanische im Deutschen. Georg Truckenmüller-Verlag, Stuttgart 1944.[7]
- Ernte einer Gezeit. Gedichte. Knöller-Verlag, Stuttgart 1953
- Wenn e an Di denk, Muetter … Gedichte in schwäbischer Mundart. Hünenburg-Verlag, Stuttgart 1955
- Kleiner Hausgarten der Weisheit. Aphorismen, Betrachtungen, Skizzen. Silberburg-Verlag, Stuttgart 1959
- Begegnungen. Kurzgeschichten. Arno-Balzer-Verlag, Stuttgart 1964
- Wäre uns die Liebe nicht gegeben. Vier Erzählungen. Lettner Verlag, Berlin 1966

## Werke als Illustrator (in Auswahl)
- Otto Linck: Rast auf der Reise. Gedichte. Alexander-Fischer-Verlag, Tübingen 1921, mit 14 Holzschnitten von Wilhelm Schloz